# Elecciones municipales de Bagua de 1980
Las elecciones municipales de Bagua de 1980 se llevaron a cabo el 23 de noviembre de 1980 para elegir al alcalde y al Concejo Provincial de Bagua para el periodo 1981-1983. La elección se celebró simultáneamente con elecciones municipales en todo el país. Fueron las primeras elecciones municipales en la provincia desde 1966, tras 12 años de gobierno militar.
La contienda estuvo centrada principalmente en dos candidaturas: Adolfo Mori, exalcalde de Bagua entre 1967 y 1969, quien representaba al Partido Aprista Peruano, y Óscar Valdivieso, candidato de Acción Popular, partido que había obtenido una contundente victoria en las elecciones generales de ese mismo año. Mori logró captar casi la mitad de los votos válidos, asegurando su triunfo como alcalde de Bagua. Izquierda Unida alcanzó el tercer lugar y consiguió representación.
A nivel distrital, las elecciones también evidenciaron el predominio del aprismo, que emergió como la fuerza política más votada al concentrar más de la mitad de los votos válidos y alzarse con la victoria en siete de las once alcaldías distritales. Acción Popular quedó en segundo lugar, obteniendo tres concejos distritales, entre ellos el de Bagua Grande, el distrito con el mayor número de votantes.

## Sistema electoral
La Municipalidad Provincial de Bagua es el órgano administrativo y de gobierno de la provincia de Bagua. Está compuesta por el alcalde y el Concejo Provincial.
La votación del alcalde y el concejo se realiza en base al sufragio universal, que comprende a todos los ciudadanos nacionales mayores de dieciocho años, empadronados y residentes en la provincia de Bagua y en pleno goce de sus derechos políticos, así como a los ciudadanos no nacionales residentes y empadronados en la provincia de Bagua.
El Concejo Provincial de Bagua está compuesto por 19 regidores elegidos por sufragio directo para un período de tres (3) años, en forma conjunta con la elección del alcalde (quien lo preside). La votación es por lista cerrada y bloqueada. Se asigna a cada lista los escaños según el método d'Hondt. Es elegido como alcalde el candidato que ocupe el primer lugar de la lista que haya obtenido la más alta votación.

## Partidos y candidatos
A continuación se muestra una lista de los principales partidos y alianzas electorales que participaron en las elecciones:
| Candidatura | Candidatura | Partidos y alianzas | Candidatos | Candidatos             | Ideología                                               | Ref. |
| ----------- | ----------- | --- | ---------- | ---------------------- | ------------------------------------------------------- | ---- |
|             | APRA        | Lista - Partido Aprista Peruano (APRA) |            | Adolfo Mori Rojas      | Aprismo                                                 |      |
|             | AP          | Lista - Acción Popular (AP) |            | Óscar Valdivieso Smith | Humanismo Nacionalismo cívico Reformismo                |      |
|             | PPC         | Lista - Partido Popular Cristiano (PPC) |            | José Pizarro Baca      | Conservadurismo social Humanismo Democracia cristiana   |      |
|             | IU          | Lista - Izquierda Unida (IU) – Unión de Izquierda Revolucionaria (UNIR) – Unidad Democrático Popular (UDP) – Partido Socialista Revolucionario (PSR) – Partido Comunista Revolucionario (PCR) – Partido Comunista Peruano (PCP) – Frente Obrero Campesino Estudiantil y Popular (FOCEP) |            | Óscar Noriega Mena     | Marxismo-leninismo Mariateguismo Socialismo democrático |      |

## Resultados

### Sumario general
|                        |                                 |              |              |              |           |           |
| Partidos y coaliciones | Partidos y coaliciones          | Voto popular | Voto popular | Voto popular | Regidores | Regidores |
| Partidos y coaliciones | Partidos y coaliciones          | Votos        | %            | ±pp          | Total     | +/−       |
|                        | Partido Aprista Peruano (APRA)  | 4,222        | 49.67        | n/a          | 10        | n/a       |
|                        | Acción Popular (AP)             | 3,265        | 38.41        | n/a          | 7         | n/a       |
|                        | Izquierda Unida (IU)            | 919          | 10.81        | n/a          | 2         | n/a       |
|                        | Partido Popular Cristiano (PPC) | 94           | 1.11         | n/a          | 0         | n/a       |
|                        |                                 |              |              |              |           |           |
| Total                  | Total                           | 8,500        |              |              | 19        | n/a       |
|                        |                                 |              |              |              |           |           |
| Votos válidos          | Votos válidos                   | 8,500        | 74.61        | n/a          |           |           |
| Votos en blanco        | Votos en blanco                 | 1,131        | 9.93         | n/a          |           |           |
| Votos nulos            | Votos nulos                     | 1,762        | 15.47        | n/a          |           |           |
| Votos emitidos         | Votos emitidos                  | 11,393       | 41.41        | n/a          |           |           |
| Abstenciones           | Abstenciones                    | 16,123       | 58.59        | n/a          |           |           |
| Votantes registrados   | Votantes registrados            | 27,516       |              |              |           |           |
|                        |                                 |              |              |              |           |           |
| Fuente:                |                                 |              |              |              |           |           |

### Concejo Provincial de Bagua
| Cargo                        | Autoridad electa          | Partido político | Partido político        |
| ---------------------------- | ------------------------- | ---------------- | ----------------------- |
| Alcalde Provincial de Bagua  | Adolfo Mori Rojas         |                  | Partido Aprista Peruano |
| Regidor Provincial de Bagua  | Amaro Vásquez Tenorio     |                  | Partido Aprista Peruano |
| Regidor Provincial de Bagua  | Félix Gonzales Julca      |                  | Partido Aprista Peruano |
| Regidor Provincial de Bagua  | Carlos Chávez Trujillo    |                  | Partido Aprista Peruano |
| Regidor Provincial de Bagua  | Ulises Tapia Santillán    |                  | Partido Aprista Peruano |
| Regidor Provincial de Bagua  | Walter Mera Alvarado      |                  | Partido Aprista Peruano |
| Regidor Provincial de Bagua  | Santos Panta Barona       |                  | Partido Aprista Peruano |
| Regidor Provincial de Bagua  | Santiago Mundaca Asenjo   |                  | Partido Aprista Peruano |
| Regidor Provincial de Bagua  | Carlos Merino Neyra       |                  | Partido Aprista Peruano |
| Regidor Provincial de Bagua  | Lorenzo Samán Antinori    |                  | Partido Aprista Peruano |
| Regidor Provincial de Bagua  | Enrique Lizárraga Campos  |                  | Partido Aprista Peruano |
| Regidor Provincial de Bagua  | Julio Sáenz Zárate        |                  | Acción Popular          |
| Regidor Provincial de Bagua  | Hugo Sandoval Macalopu    |                  | Acción Popular          |
| Regidor Provincial de Bagua  | Fortunato Pérez Hernández |                  | Acción Popular          |
| Regidora Provincial de Bagua | María Flores de Fernández |                  | Acción Popular          |
| Regidor Provincial de Bagua  | Luis Arias Cubas          |                  | Acción Popular          |
| Regidor Provincial de Bagua  | José Urbina Ramírez       |                  | Acción Popular          |
| Regidor Provincial de Bagua  | Daniel Whu Alfaro         |                  | Acción Popular          |
| Regidor Provincial de Bagua  | José Cieza Cascos         |                  | Izquierda Unida         |
| Regidor Provincial de Bagua  | Jobino Alberca Morales    |                  | Izquierda Unida         |

## Elecciones municipales distritales

### Sumario general
| Partidos y coaliciones | Partidos y coaliciones                 | Voto popular | Voto popular | Voto popular | Alcaldías | Alcaldías |
| Partidos y coaliciones | Partidos y coaliciones                 | Votos        | %            | ±pp          | Total     | +/−       |
| ---------------------- | -------------------------------------- | ------------ | ------------ | ------------ | --------- | --------- |
|                        | Partido Aprista Peruano (APRA)         | 4,678        | 54.86        | n/a          | 7         | n/a       |
|                        | Acción Popular (AP)                    | 3,495        | 40.99        | n/a          | 3         | n/a       |
|                        | Izquierda Unida (IU)                   | 322          | 3.78         | n/a          | 0         | n/a       |
|                        | Partido Popular Cristiano (PPC)        | 32           | 0.38         | n/a          | 0         | n/a       |
|                        | Elecciones municipales complementarias | n/a          | n/a          | n/a          | 1         | n/a       |
|                        |                                        |              |              |              |           |           |
| Total                  | Total                                  | 8,527        |              |              | 11        | n/a       |
|                        |                                        |              |              |              |           |           |
| Votos válidos          | Votos válidos                          | 8,527        | 71.50        | n/a          |           |           |
| Votos en blanco        | Votos en blanco                        | 1,275        | 10.69        | n/a          |           |           |
| Votos nulos            | Votos nulos                            | 2,124        | 17.81        | n/a          |           |           |
| Votos emitidos         | Votos emitidos                         | 11,926       | n/a          | n/a          |           |           |
| Abstenciones           | Abstenciones                           | n/d          | n/a          | n/a          |           |           |
| Votantes registrados   | Votantes registrados                   | n/d          |              |              |           |           |
|                        |                                        |              |              |              |           |           |
| Fuente:                |                                        |              |              |              |           |           |

### Resultados por distrito
La siguiente tabla enumera el control de los distritos de la provincia de Bagua.
| Distrito     | Alcalde(sa) electo(a)                          | Partido político                               | Partido político                               |
| ------------ | ---------------------------------------------- | ---------------------------------------------- | ---------------------------------------------- |
| Aramango     | Javier Milian Celiz                            |                                                | Partido Aprista Peruano                        |
| Bagua Grande | Walter Ocampo Fernández                        |                                                | Acción Popular                                 |
| Cajaruro     | Belisario Bautista Maldonado                   |                                                | Partido Aprista Peruano                        |
| Copallín     | Teófilo Ruiz Mendoza                           |                                                | Partido Aprista Peruano                        |
| Cumba        | Luis Delgado Gálvez                            |                                                | Acción Popular                                 |
| El Cenepa    | Elecciones municipales complementarias de 1981 | Elecciones municipales complementarias de 1981 | Elecciones municipales complementarias de 1981 |
| El Parco     | Nelson Carhuatanta Castañeda                   |                                                | Partido Aprista Peruano                        |
| Jamalca      | Francisco Escuadra Pizarro                     |                                                | Partido Aprista Peruano                        |
| La Peca      | Víctor Rojas Olivera                           |                                                | Partido Aprista Peruano                        |
| Lonya Grande | Lázaro Díaz Carrasco                           |                                                | Partido Aprista Peruano                        |
| Yamón        | César Rodríguez Dávila                         |                                                | Acción Popular                                 |